# عملية ترموديناميكية
 عملية ترموديناميكية أو عملية حركة حرارية في الكيمياء (بالإنجليزية: Thermodynamic Process) هي عملية تغير نظام حركة حرارية من حالة إلى حالة أخرى، مثل رفع درجة حرارة النظام مثلا. وفي حالة تواجد النظام في حالة توازن ترموديناميكي فيمكن تغير تلك الحالة عن طريق تغيير أحد دوال الحالة أو عدة منها، مثل درجة الحرارة والضغط والحجم وغيرها.
بدأت دراسة «عمليات التحريك الحراري» مع اختراع الآلة البخارية، ثم امتدت بعد ذلك وصاغت قوانينا تنطبق أيضا على جميع المحركات وكذلك تنطبق على تحول الطاقة من صورة إلى أخرى مثل تحويل طاقة الحركة إلى طاقة كهربائية أو تحويل طاقة كيميائية إلى طاقة حركة كما هو مسلك محرك الاحتراق الداخلي مثلا أو البطارية.
نصف نظام حركة حرارية بدالة تسمى دالة حالة وتعتمد دالة الحالة فقط على الحالة الماثلة للنظام ولا تعتمد على مسلك النظام للوصول إلى تلك الحالة. وبالعكس نعرف «عملية ترموديناميكية» بأنها تعتمد على الطريق الذي سلكه التغير.

## مقدمة

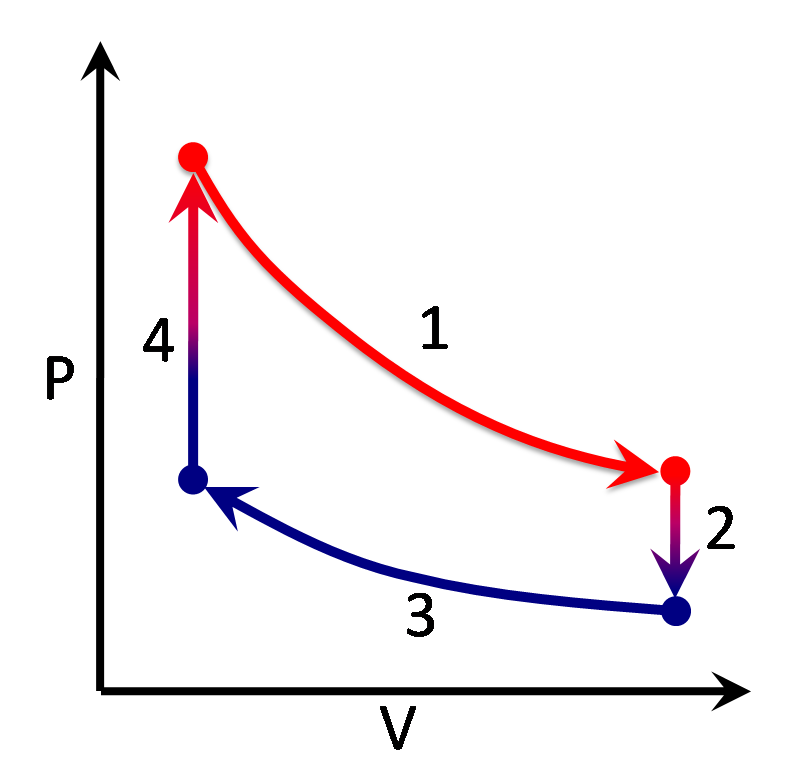
أربعة عمليات ترموديناميكية تشكل دورة حركة حرارية.

يمكن تصور العملية الترموديناميكية برسم بياني لنظام نغير فيه بعض دوال الحالة، مثل الرسم البياني المجاور. هذا الرسم البياني يبين تغير الضغط والحجم. وهو يتشكل من عدة عمليات كل منها له نقطة بداية ونقطة نهاية. ونجد أن العمليتين 1 و 3 كل منهما يتم مع ثبات درجة الحرارة بينما العمليتان 2 و 4 فهما تتمان مع ثبات الحجم. وفي هذا المخطط الذي يسمى مخطط الضغط والحجم تعطينا المساحة المحصورة داخل منحنى الدورة مقدار الشغل الميكانيكي المكتسب من النظام خلال تلك العملية.
نجد أن الشغل دالة من دوال العملية، حيث يعتمد مقدار الشغل على المسار المتخذ من نقطة أخرى خلال العملية. كذلك فقد تنتقل حرارة خلال العملية فيمكننا أيضا اعتبارها أحد دوال العملية.
ومن جهة أخرى فنجد خواصا أخرى نعتبرها دالات حالة النظام مثل الضغط والحجم (وغيرها من المتغيرات الترموديناميكية)، وقيمتها تعتمد فقط على نقطة البداية ونقطة النهاية، ولا تعتمد على المسلك بينهما.

## أنواع عمليات الحركة الحرارية
الديناميكا الحرارية مهمة جدا في حياتنا العملية وتنقسم إلى عدة أنواع حسب تصنيف العلماء لها، ومن أنواعها:
1. عملية متساوية الضغط Isobaric process: وهي هي العمليات التي تتم تحت ضغط ثابت.
2. عملية متساوية الحجم Isochoric process أو isovolumetric process: وهي العمليات التي تتم تحت حجم ثابت.
3. عملية متساوية الحرارة Isothermal process: وهي العمليات التي تتم تحت درجة حرارة ثابتة ثابتة.
4. عملية كظومة Adiabatic process : وهي العمليات التي تتم في النظام المعزول حراريا عن الوسط المحيط به.
5. عملية متساوية الاعتلاج isentropic process: وهي العمليات التي تتم عند اعتلاج ثابت.
6. عملية متساوية الإنثالبي isenthalpic process: وهي العمليات التي تتم عند محتوى حراري ثابت.

### عملية متساوية الضغط

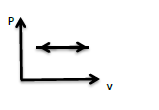
when P is constant

تتم هذه العملية من البداية إلى النهاية بثبوت p الضغط عند قيمة معينة.
وتتناسب فيها الحرارة مع الحجم تناسباً طردياً.
العمل w في هذه العملية يساوي حاصل جداء الضغط (الثابت) بفرق الضغط بين بداية ونهاية العملية {w=p*Δv}
وكمية الحرارة q خلالها تساوي فرق الانثالبي بين بداية ونهاية العملية {q=Δi}توضح الصورة جانبا تمثيل هذه العملية على " مخطط p, v "

### عملية متساوية الحجم

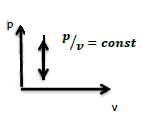
when V is constant

تتم هذه العملية من البداية إلى النهاية بثبوت v الحجم عند قيمة معينة.
وتتناسب فيها الحرارة مع الضغط تناسباً طردياً.
العمل w في هذه العملية يساوي الصفر لأن الحجم ثابت فلا يوجد تغيير فيه {w=p*Δv=0}
وكمية الحرارة q خلالها تساوي فرق الطاقة الحركية u بين بداية ونهاية العملية {q=Δu}
توضح الصورة جانبا تمثيل هذه العملية على " مخطط p, v "

### عملية متساوية الحرارة

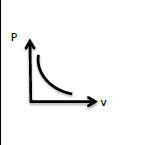
when T is constant

تتم هذه العملية من البداية إلى النهاية بثبوت T الحرارة عند قيمة معينة.
ويتناسب فيها الحجم مع الضغط تناسباً عكسيا.
العمل {w=R*ɭn(v2/v1)*T} حيث R ثابت الغازات العام و v2,v1 الحجم عند البداية والنهاية
وكمية الحرارة q خلالها تساوي العمل نفسه لأن كل الحرارة المقدمة تتحول إلى عمل فقط (أو تحول طوري) {q=w}
توضح الصورة جانبا تمثيل هذه العملية على " مخطط p, v "